# Паташо (язык)
Паташо (Patashó, Pataxi, Pataxó, Pataxó Hã-Ha-Hãe, Pataxó-Hãhaãi, Patoxó) — мёртвый машакалийский язык, на котором раньше говорил народ паташо, проживающий в деревне Посто-Парагуасу в муниципалитете Итабуна штатов Баия и Минас-Жерайс в Бразилии. 2950 человек народа паташо в настоящее время говорит на португальском языке, хотя они сохраняют некоторые слова из паташо, а также некоторые слова от соседних народов.